# C'est en hiver que les jours rallongent
C'est en hiver que les jours rallongent est un récit autobiographique de l'écrivain français Joseph Bialot, paru en 2002.

## Le récit
Joseph Bialot nous plonge à travers cette œuvre au cœur de son expérience concentrationnaire durant la Seconde Guerre mondiale : il raconte sa déportation et son séjour au camp d'extermination d'Auschwitz-Birkenau (d'août 1944 à janvier 1945) à l'âge de 21 ans ainsi que son retour en France dans les mois qui ont suivi sa libération.

## Accueil critique
Pour Le Figaro, C'est en hiver que les jours rallongent est un « texte sobre et bouleversant dans lequel il se confronte à «l'invraisemblable vérité». Bialot s'inscrit alors dans la grande lignée des survivants qui témoignent ».
Libération souligne « Un regard grinçant, clair parce que sec sur son voyage au bout de l'horreur. D'emblée, comme dans son nouveau livre, il se situe au niveau des plus forts témoignages sur l'univers concentrationnaire ».
Pour RFI, le livre est « un récit majeur […]. Un document essentiel où l'écrivain se souvient avec une acuité saisissante de cette déshumanisation dont il a été témoin, mais sans perdre son écriture incisive et son art de raconter des scènes inédites avec un style imparable ».